# Cullasaja River
Cullasaja River er en kort flod, der har hele sit forløb i Macon County i North Carolina i USA. Floden er en biflod til Little Tennessee River og flodens vand ender derfor via Tennessee River og Ohio River i Mississippifloden.

## Forløb
Cullasaja River udspringer i den menneskeskabte sø, Lake Sequoyah uden for byen Highlands i den sydøstlige del af Macon County.  Herfra flyder den ca. 29 km mod nordøst, og ved Franklin udmunder den i Little Tennessee River. Det meste af flodens forløb ligger inden for grænserne af Nantahala National Forest.

## Vandfald
På strækningen mellem udspring og udmunding findes over en strækning af ca. 14 km en række mindre vandfald, hvoraf de vigtigste er (angivet i forhold til flodens forløb):
- Dry Falls, også kendt som "Upper Culasaja Falls", nordvest for Highlands. Det er muligt at gå bag vandfaldet, og i tørre perioder kan man gøre det forholdsvis tørskoet.
- Quarry Falls er et lille vandfald eller strømfald. Det er bedst kendt for det dybe bassin for enden af faldet, som er et populært badested om sommeren.
- Cullasaja Falls består af en række mindre fald, der strækker sig over ca. 300 m, og den samlede højde angives forskelligt i forskellige kilder, men NCWaterfalls.com anfører en højde på 77 m.[2]

På en lille biflod mellem Highlands og Dry Falls finder man endnu et vandfald 
- Bridal Veil Falls, et knap 14 m højt vandfald, er det eneste vandfald i North Carolina, hvor det er muligt at køre i bil bag vandfaldet på grund af den måde vejen er anlagt. Vandfaldet ligger 4 km nord for Highlands.

Den største biflod er Buck Creek (nærmest en bæk), mens den mest kendte er Peek's Creek nær Franklin, hvor der fandt et stort mudderskred sted i 2004 efter at orkanerne Frances og Ivan havde ramt området med en uges mellemrum. Adskillige huse i bebyggelsen Peek's Creek blev ødelagt og fem mennesker blev dræbt ved skredet.

## US Route 64
I dalen langs floden er anlagt en 2-spors hovedvej, som er en del af US Highway 64, som på denne strækning deler vejbane med North Carolina Route 28. Denne strækning er en del af Mountain Waters Scenic Byway, som af United States Forest Service er udpeget som National Scenic Byway på grund af dens nærhed til floden og vandfaldene. 
En række landsbyer tilhørende Cherokee stammen lå tidligere i dalen langs floden, hvor der i dag ligger tre mindre bebyggelser, Sugar Fork, Gneiss og Cullasaja, som også forbindes af hovedvejen. Blandt de cherokesiske bebyggelser var den mest betydningsfulde Nikwasi, som lå ved udmunding af Cullasaja River i Little Tennessee River, hvor man nu finder Franklin. 

## Rekreative aktiviteter
Flere steder i floden anvendes til badning om sommeren, og floden anvendes også til lystfiskeri, ikke mindst efter ørred.

## Eksterne Referencer
- Cullasja River Gorge

35°10′30″N 83°22′11″V / 35.175°N 83.369722222222°V